# Stictoptera ferriferana
Stictoptera ferriferana là một loài bướm đêm trong họ Noctuidae.